# Fess Parker
Pour les articles homonymes, voir Parker.
Fess Parker est un acteur américain, né le 16 août 1924 à Fort Worth, Texas (États-Unis) et mort dans sa propriété viticole de Santa Ynez le 18 mars 2010 à Santa Barbara en Californie, États-Unis.

## Biographie
Fess Parker est essentiellement connu pour deux rôles dans des séries télévisées sur les pionniers de l'Ouest américain : Davy Crockett, pour le compte de Disney, puis Daniel Boone, pour NBC.
Lors de la sortie en France dans les années 1950 de la version cinéma des épisodes de Davy Crockett, Fess Parker était crédité sur les affiches sous le nom, moins propice aux jeux de mots, de Fier ou Fress Parker.
Pour Steven Watts, il est l'un des produits de système Disney d'intégration, utilisation d'un même élément dans l'ensemble des divisions de la société Disney, la télévision, les films, la musique et les parcs à l'instar d'Annette Funicello ou Kevin Corcoran.

## Filmographie

### Cinéma
- 1952 : No Room for the Groom (en) de Douglas Sirk : Cousin Ben
- 1952 : Passage interdit (Untamed Frontier) : Clem McCloud
- 1952 : La Mission du commandant Lex (Springfield Rifle) : Jim Randolph
- 1953 : Take Me to Town : Long John
- 1953 : The Kid from Left Field : McDougal
- 1953 : Aventure dans le Grand Nord (Island in the Sky) : copilote de Fitch
- 1953 : La Trahison du capitaine Porter (Thunder Over the Plains) d'André de Toth : Kirby
- 1954 : Dragonfly Squadron de Lesley Selander : Texas Lieutenant
- 1954 : Des monstres attaquent la ville (Them!) : Alan Crotty
- 1954 : Terreur à l'ouest (The Bounty Hunter) : Wild Cowboy
- 1954 : Davy Crockett, roi des trappeurs (Davy Crockett, King of the Wild Frontier) : Davy Crockett
- 1955 : Le Cri de la victoire (Battle Cry) : Private Speedy
- 1956 : L'Infernale Poursuite (The Great Locomotive Chase) : James J. Andrews
- 1956 : Davy Crockett et les Pirates de la rivière (Davy Crockett and the River Pirates) : Davy Crockett
- 1956 : Sur la piste de l'Oregon (Westward Ho the Wagons!), de William Beaudine : John 'Doc' Grayson
- 1957 : Fidèle Vagabond (Old Yeller) : Jim Coates
- 1958 : The Light in the Forest : Del Hardy
- 1959 : Le Bourreau du Nevada (The Hangman) : Sheriff Buck Weston
- 1959 : Ne tirez pas sur le bandit (Alias Jesse James) : Davy Crockett
- 1959 : Violence au Kansas (The Jayhawkers!) : Cam Bleeker
- 1962 : L'enfer est pour les héros (Hell Is for Heroes) : Sgt. Pike
- 1966 : Smoky : Clint
- 1966 : Daniel Boone: Frontier Trail Rider : Daniel Boone

### Télévision
- 1954 : Badge 714 (Dragnet) : Harkness
- 1954 : Histoires du siècle dernier (Stories of the Century) (Série TV) : Grat Dalton
- 1954 : Annie Oakley (Série TV) : Les Clinton / Tom Conrad
- 1954 : My Little Margie (Série TV) : The All American
- 1954-1955 : Davy Crockett (Série TV) : Davy Crockett
- 1954 et 1962 : Les Aventuriers du Far West (Death Valley Days) (Série TV) : Curt Morrison / Reverend Joe Todd
- 1955 : City Detective (Série TV) : Tony
- 1958 : Playhouse 90 (Série TV) : Pvt. Linus Powell
- 1962-1963 : Monsieur Smith au Sénat (Mr. Smith Goes to Washington) (Série TV) : Sen. Eugene Smith
- 1963 : Suspicion (The Alfred Hitchcock Hour) (Série TV) : Sheriff Ben Wister
- 1964 : Destry (Série TV) : Clarence Jones
- 1964 : L'Homme à la Rolls (Burke's Law) (Série TV) : Herman Sitwell
- 1964-1970 : Daniel Boone (Série TV) : Daniel Boone
- 1970 : The Red Skelton Show (Série TV) : Davy Crockett
- 1972 : Climb an Angry Mountain (Téléfilm) : Sheriff Elisha Cooper
- 1974 : The Fess Parker Show (Téléfilm) : Fess Hamilton

## Voix françaises
| - Jean-Claude Michel dans : - Davy Crockett (série télévisée) - Davy Crockett, roi des trappeurs - Le Cri de la victoire - L'Infernale Poursuite - Davy Crockett et les Pirates de la rivière - Le Bourreau du Nevada - Violence au Kansas - L'enfer est pour les héros | et aussi : - Yves Furet dans La Mission du commandant Lex - Jean-Pierre Duclos dans Ne tirez pas sur le bandit |